# Domótica

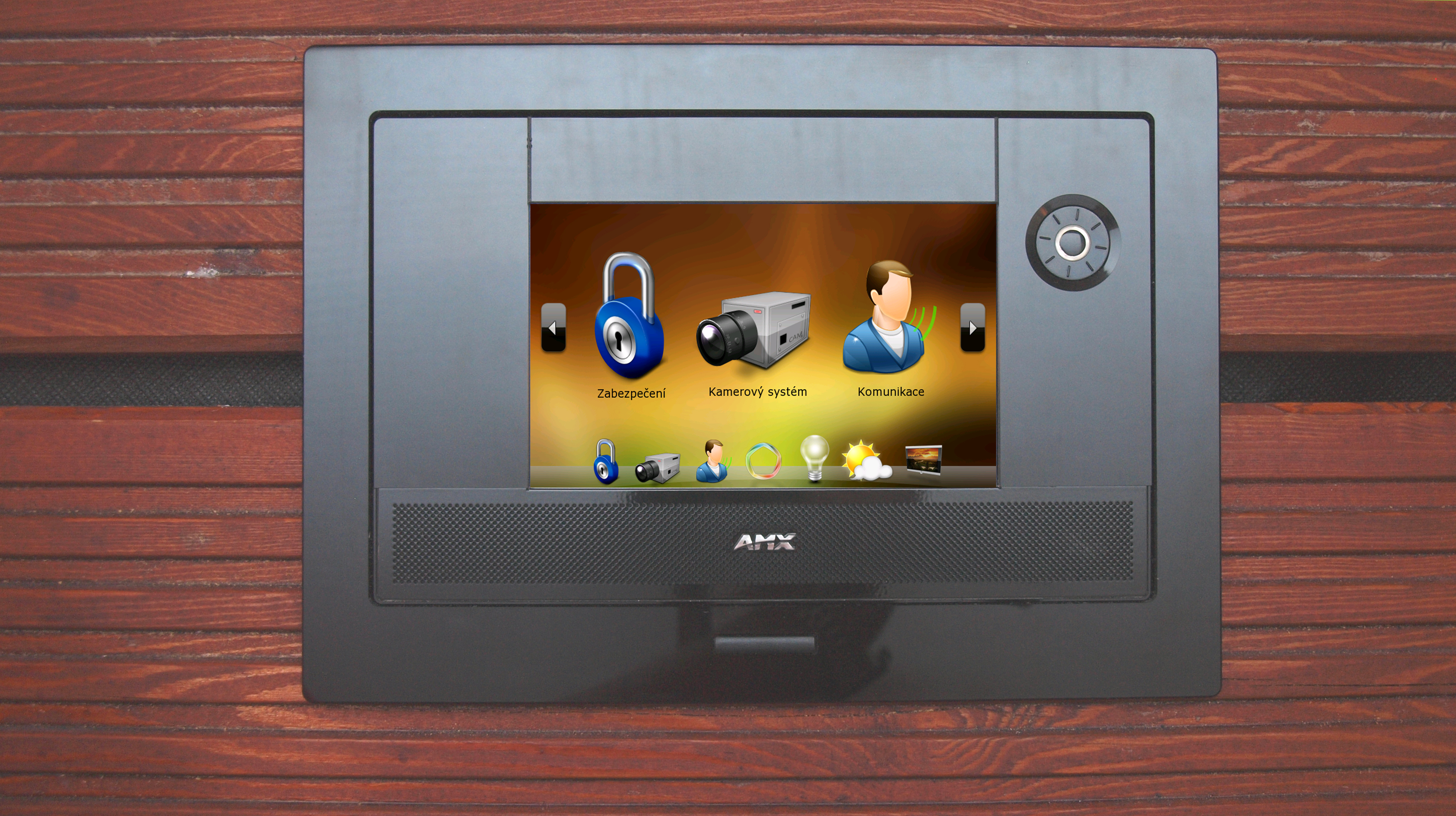
Un panel de control doméstico, capaz de controlar la iluminación, termostato, seguridad, cerraduras y entretenimiento doméstico.

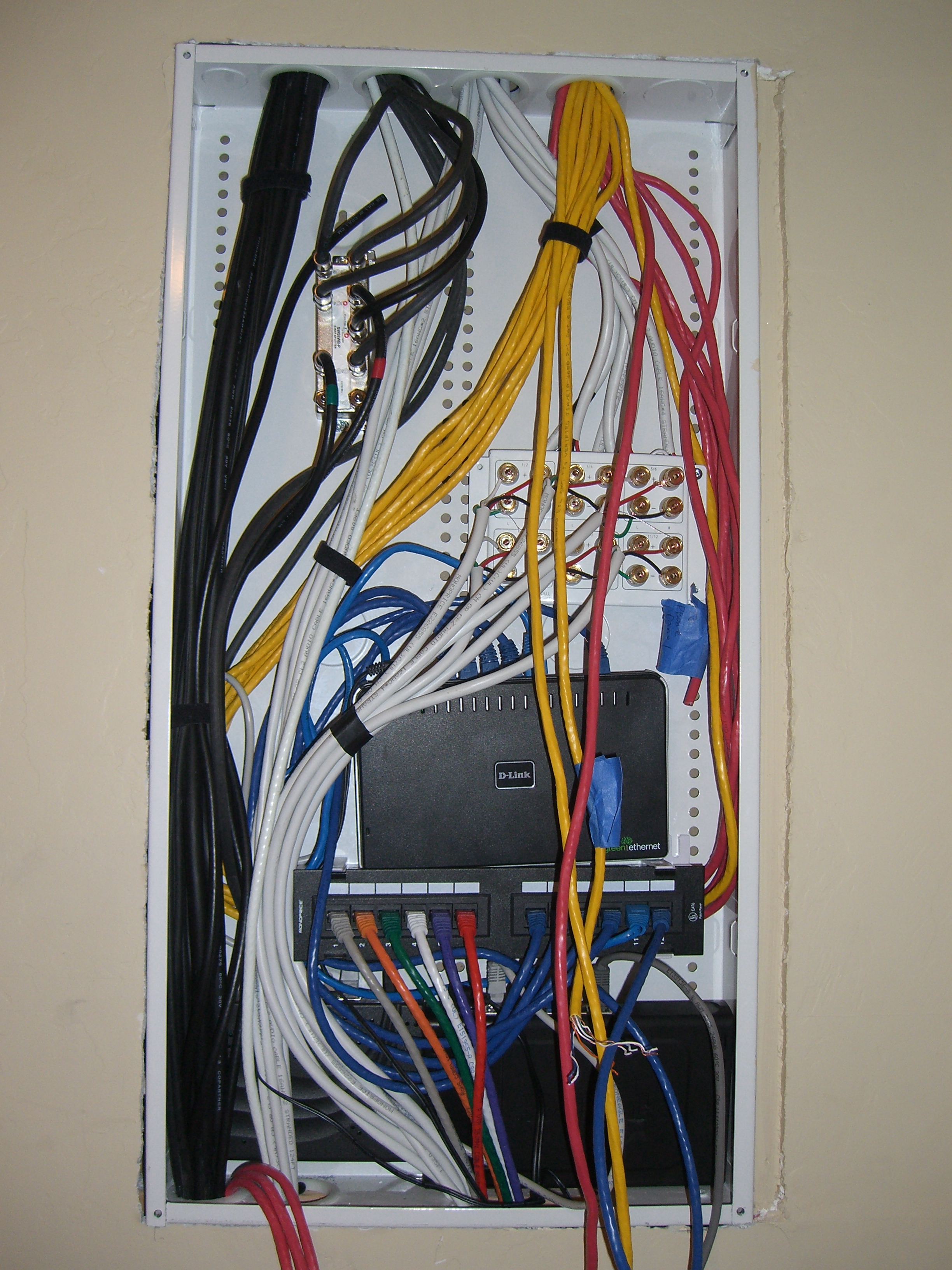
Un típico panel de conexiones doméstico.

Se llama domótica a los sistemas capaces de automatizar una vivienda o edificación de cualquier tipo, aportando servicios de gestión energética, seguridad, bienestar y comunicación, y que pueden estar integrados por medio de redes interiores y exteriores de comunicación, cableadas o inalámbricas, y cuyo control goza de cierta ubicuidad, desde dentro y fuera del hogar. Se podría definir como la integración de la tecnología en el diseño inteligente de un recinto cerrado.
El vocablo «domótica» viene de la unión de las palabras domus (que significa «casa», en latín) y automática (del griego: αὐτόνομος, autónomos; «que se gobierna a sí mismo»).

## Características generales

### Aplicaciones
Los servicios que ofrece la domótica se pueden agrupar según cinco aspectos o ámbitos principales:

#### Programación y ahorro energético
El ahorro energético no es algo tangible, sino legible con un concepto al que se puede llegar de muchas maneras. En muchos casos no es necesario sustituir los aparatos o sistemas del hogar por otros que consuman menos energía sino una gestión eficiente de los mismos.
- Climatización y calderas: programación y zonificación, pudiéndose utilizar un termostato.[3]
  - Se pueden encender o apagar la caldera usando un control de enchufe, mediante telefonía móvil, fija, Wi-Fi o Ethernet.
- Control de toldos y persianas eléctricas, realizando algunas funciones repetitivas automáticamente o bien por el usuario manualmente mediante un mando a distancia:
  - Proteger automáticamente el toldo del viento, con un mismo sensor de viento que actúe sobre todos los toldos.
  - Protección automática del sol, mediante un mismo sensor de sol que actúe sobre todos los toldos y persianas.
  - Con un mando a distancia o control central se puede accionar un producto o agrupación de productos y activar o desactivar el funcionamiento del sensor.
- Gestión eléctrica:
  - Racionalización de cargas eléctricas: desconexión de equipos de uso no prioritario en función del consumo eléctrico en un momento dado.
  - Gestión de tarifas, derivando el funcionamiento de algunos aparatos a horas de tarifa reducida.
  - Contadores electrónicos que informan el consumo electrónico.

#### Confort
El confort conlleva todas las actuaciones que se puedan llevar a cabo que mejoren la comodidad en una vivienda. Dichas actuaciones pueden ser de carácter tanto pasivo, como activo o mixtas.
- Iluminación:
  - Apagado general de todas las luces de la vivienda.
  - Automatización del apagado/encendido en cada punto de luz.
  - Regulación de la iluminación según el nivel de luminosidad ambiente.
- Automatización de todos los distintos sistemas/instalaciones/dotándolos de control eficiente y de fácil manejo.
- Integración del portero al teléfono, o del videoportero al televisor, a través de "cerraduras inteligentes" que permiten el control de acceso del portero o videoportero a través de aplicaciones móviles.[4]
- Control vía Internet.
- Gestión Multimedia y del ocio electrónicos.
- Generación de macros y programas de forma sencilla para el usuario y automatización.

#### Seguridad
Consiste en una red de seguridad encargada de proteger tanto los bienes patrimoniales, como la seguridad personal y la vida.
- Alarmas de intrusión (antiintrusión): Se utilizan para detectar o prevenir la presencia de personas extrañas en una vivienda o edificio:
  - Detección de un posible intruso (Detectores volumétricos o perimetrales).
  - Cierre de persianas puntual y seguro.
  - Simulación de presencia.
- Detectores y alarmas de detección de incendios (detector de calor, detector de humo), detector de gas (fugas de gas, para cocinas no eléctricas), escapes de agua e inundación, concentración de monóxido de carbono en garajes cuando se usan vehículos de combustión.
- Alerta médica y teleasistencia.
- Acceso a cámaras IP.

A modo de ejemplo, un detector de humo colocado en una cocina eléctrica, podría apagarla, cortando la electricidad que va a la misma, cuando se detecte un incendio.

#### Comunicaciones
Son los sistemas o infraestructuras de comunicaciones que posee el hogar.
- Ubicada en el control tanto externo como interno, control remoto desde Internet, PC, mandos inalámbricos (p.ej. PDA con Wi-Fi), aparellaje eléctrico.
- Teleasistencia.
- Telemantenimiento.
- Informes de consumo y costes.
- Transmisión de alarmas.
- Intercomunicaciones.
- Telefonillos y videoporteros.

#### Accesibilidad
Bajo este mecanismo se incluyen las aplicaciones o instalaciones de control remoto del entorno que favorecen la autonomía personal de personas con limitaciones funcionales, o discapacidad.
El concepto diseño para todos es un movimiento que pretende crear la sensibilidad necesaria para que al diseñar un producto o servicio se tengan en cuenta las necesidades de todos los posibles usuarios, incluyendo las personas con diferentes capacidades o discapacidades, es decir, favorecer un diseño accesible para la diversidad humana. La inclusión social y la igualdad son términos o conceptos más generalistas y filosóficos. La domótica aplicada a favorecer la accesibilidad es un reto ético y creativo pero sobre todo es la aplicación de la tecnología en el campo más necesario, para suplir limitaciones funcionales de las personas, incluyendo las personas discapacitadas o mayores. El objetivo no es que las personas con discapacidad puedan acceder a estas tecnologías, porque las tecnologías en sí no son un objetivo, sino un medio. El objetivo de estas tecnologías es favorecer la autonomía personal. Los destinatarios de estas tecnologías son todas las personas, independientemente de su condición de enfermedad, discapacidad o envejecimiento.
Un sistema domótico orientado hacia el uso de personas con discapacidad incluye:
1. El registro y control del consumo de servicios en tiempo real: agua, energía eléctrica, gas, aire acondicionado o caldera.
2. La vigilancia remota de lugares distantes o inaccesibles para esa persona.
3. La transmisión de la información del usuario con sus familiares o cuidadores de forma constante y automatizada.
4. La posibilidad de emitir mensajes de emergencia o activar alarmas en caso necesario.
5. La programación de ambientes preconfigurados con varios dispositivos enlazados.

### El sistema

#### Arquitectura
Desde el punto de vista de donde reside la inteligencia del sistema domótico, hay varias arquitecturas diferentes:
- Arquitectura centralizada: un controlador centralizado recibe información de múltiples sensores y, una vez procesada, genera las órdenes oportunas para los actuadores.
- Arquitectura distribuida: toda la inteligencia del sistema está distribuida por todos los módulos sean sensores o actuadores. Suele ser típico de los sistemas de cableado en bus, o redes inalámbricas.
- Arquitectura mixta: sistemas con arquitectura descentralizada en cuanto a que disponen de varios pequeños dispositivos capaces de adquirir y procesar la información de múltiples sensores y transmitirlos al resto de dispositivos distribuidos por la vivienda, p.ej. aquellos sistemas basados en ZigBee y totalmente inalámbricos.

#### Elementos de una instalación domótica
- Central de gestión.
- Sensores o detectores.
- Actuadores.
- Soportes de comunicación, como puede ser la red eléctrica existente.

## Clasificación de tecnologías de redes domóticas
- Interconexión de dispositivos:
  - IEEE 1394 (FireWire).
  - Bluetooth.
  - USB.
  - IrDA.
- Redes de control y automatización:
  - KNX.
  - LonWorks.
  - X10, que no necesita instalación, ya que utiliza la red eléctrica de la casa.
  - ZigBee.
  - Z-Wave.
  - Bus SCS.
  - LCN Local Control Network.
- Redes de datos:
  - Ethernet.
  - HomePlug.
  - HomePNA.
  - Wi-Fi.

## Protocolos
Existe un número de protocolos a seguir dependiendo de la actividad que se lleve a cabo:
- inBus es un protocolo de comunicación que permite la comunicación entre distintos módulos electrónicos, no solo con funciones para la domótica, sino de cualquier tipo.
- X10: Protocolo de comunicaciones para el control remoto de dispositivos eléctricos, hace uso de los enchufes eléctricos, sin necesidad de nuevo cableado. Puede funcionar correctamente para la mayoría de los usuarios domésticos. Es de código abierto y el más difundido. Poco fiable frente a ruidos eléctricos.
- KNX/EIB: Bus de Instalación Europeo con más de 20 años y más de 100 fabricantes de productos compatibles entre sí.
- ZigBee: Protocolo estándar, recogido en el IEEE 802.15.4, de comunicaciones inalámbrico.
- OSGi: Open Services Gateway Initiative. Especificaciones abiertas de software que permita diseñar plataformas compatibles que puedan proporcionar múltiples servicios. Ha sido pensada para su compatibilidad con Jini o UPnP.
- LonWorks Protocolo abierto estándar ISO 14908-3 para el control distribuido de edificios, viviendas, industria y transporte.
- Universal Plug and Play (UPnP): Arquitectura software abierta y distribuida que permite el intercambio de información y datos a los dispositivos conectados a una red.
- Modbus Protocolo abierto que permite la comunicación a través de RS-485 (Modbus RTU) o a través de Ethernet (Modbus TCP). Es el protocolo libre que lleva más años en el mercado y que dispone de un mayor número de fabricantes de dispositivos, lejos de desactualizarse, los fabricantes siguen lanzando al mercado dispositivos con este protocolo continuamente.
- BUSing es una tecnología de domótica distribuida, donde cada uno de los dispositivos conectados tiene autonomía propia, es “útil” por sí mismo.
- INSTEON: Protocolo de comunicación con topología de malla de banda doble a través de corriente portadora y radio frecuencia.
- BACnet: Protocolo perteneciente a la comunicación de los datos cuyo objetivo es realizar la comunicación entre los distintos dispositivos electrónicos que se encuentran en una gran mayoría de edificios modernos. Fue diseñado por ASHRAE y en la actualidad es un estándar de la ANSI e ISO.

### Comparativa de los protocolos más populares
| Protocolo | Red eléctrica | Radiofrecuencia | ¿Código abierto?                  | ¿Necesita cableado neutral?                    |
| --------- | ------------- | --------------- | --------------------------------- | ---------------------------------------------- |
| inBus     | no            | sí              | sí, a través de CI preprogramados | no                                             |
| C-Bus     | no            | sí              | sí                                | no (usa category-5 UTP)                        |
| Insteon   | sí            | sí              | sí                                | Generalmente                                   |
| KNX       | sí            | sí              | sí                                | no                                             |
| UPB       | sí            | no              | no                                | no                                             |
| X10       | sí            | sí              | sí                                | no                                             |
| ZigBee    | no            | sí              | sí                                | no                                             |
| Z-Wave    | no            | sí              | no                                | Generalmente lista Z-wave que necesita Neutral |

Los que tienen mayor presencia en el Mercado son X10 y KNX.

## Organizaciones
Existen diferentes tipos de organizaciones especializadas en esta materia:
- IEEE: The Institute of Electrical and Electronics Engineers, el Instituto de Ingenieros Eléctricos y Electrónicos, una asociación técnico-profesional mundial dedicada a la estandarización, entre otras cosas. Es la mayor asociación internacional sin fines de lucro formada por profesionales de las nuevas tecnologías, como ingenieros eléctricos, ingenieros en electrónica, informáticos e ingenieros en telecomunicación. A través de sus miembros, más de 360.000 voluntarios en 175 países, el IEEE es una autoridad líder y de máximo prestigio en las áreas técnicas derivadas de la eléctrica original: desde ingeniería informática, tecnologías biomédica y aeroespacial, hasta las áreas de energía eléctrica, control, telecomunicaciones y electrónica de consumo, entre otras.

- CENELEC: Comité Europeo de Normalización Electrotécnica. La Comisión CENELEC/ENTR/e-Europe/2001-03 es la encargada de elaborar normas a nivel europeo y la organización que ha promocionado el Smart House Forum.
- DOMOTYS: Asociación empresarial que representa los intereses de las empresas, centros tecnológicos y universidades que conforman la cadena de valor del sector. Desde 2010 está reconocida como Agrupación de Empresas Innovadoras (AEI) por el Ministerio de Industria, así como Clúster de Empresas de Domótica, Inmótica y Smart Cities por la Generalidad de Cataluña. El objetivo de Domotys es trabajar por la mejora de la competitividad de las empresas a través de cuatro líneas básicas de actuación: la internacionalización, el fomento de la I+D+i, la formación de los trabajadores y la búsqueda de financiación para proyectos que lleven a cabo sus asociados.

- CEDOM: Asociación Española de Domótica. Su objetivo principal es la promoción de la Domótica. Se trata del foro nacional en el que se reúnen todos los agentes del sector en España: fabricantes de productos domóticos, fabricantes de sistemas, instaladores, integradores, arquitecturas e ingenierías, centros de formación, universidades, centros tecnológicos.

- LonUsers España:Asociación de usuarios de la tecnología LonWorks, siendo creada por la iniciativa de empresas líderes en los diferentes sectores de aplicación de la tecnología LonWorks (domótica, inmótica, control industrial y de transporte).

- KNX Association:Es la Asociación internacional para la promoción del protocolo de bus KNX. KNX es una tecnología de bus normalizada para todas las aplicaciones en la Automatización y Control para viviendas y edificios. Esta tecnología está basada en más de 20 años de experiencia en el mercado gracias a sus predecesores BatiBus, EIB y EHS, ninguno de los cuales ha conseguido penetración en el mercado.

- Modbus Organization:Es la organización internacional de usuarios y fabricantes de dispositivos Modbus. Forman parte de esta asociación los principales fabricantes de dispositivos, cuenta con una tradición de más de 30 años y cuenta con cientos de afiliados.
- Alianza Z-wave: Es una alianza internacional establecida en 2005, compuesta por 375 compañías que desarrollan productos con el protocolo inalámbrico Z-wave. Garantizando la interoperabilidad de todos dispositivos que incorporan el estándar.
- CEDIA.
- Continental Automated Buildings Association.
- Digital Living Network Alliance.
- Living Tomorrow.
- MIT AgeLab.
- SIMO TCI.

## Por países

### Chile
En Chile existen empresas que realizan trabajos de domótica, y varias de estas, se dedican al tema en forma exclusiva y completa. Dentro de los proyectos destacables de domótica en Chile podemos mencionar la automatización de las estaciones de las Líneas 4, 4A y 6 del metro de Santiago, aeropuerto de la Araucanía, y varios edificios de despachos y oficinas.

### España
En España la domótica tiene presencia mediante multitud de empresas. Algunas de ellas fabrican equipamiento homologado de acuerdo a los cánones internacionales, mientras que otras se dedican a la implantación de estos sistemas desde hace más de 14 años. Muestra de la gran actividad en este país es el hecho de que es el segundo a nivel mundial con mayor número de KNX Partners, tan solo por detrás de Alemania. Cada dos años, empresas españolas participan en el concurso internacional KNX Awards, llegando a conseguirlo en varias ocasiones.
Existen diversas asociaciones, entidades públicas y agrupaciones empresariales sin ánimo de lucro cuyo principal objetivo es la implantación y la innovación de las empresas españolas en el ámbito de la domótica.

### Argentina
En Argentina la domótica surge de la mano de empresas de tecnología que incorporan el concepto y lo desarrollan. A comienzo de la década de 1990, estas empresas comienzan a hablar de domótica al referirse a la casa del futuro, y a realizar algunas aplicaciones de carácter parcial, participando en ferias y notas periodísticas que colaboran con la difusión del nuevo concepto. Conforme avanzan los años 90, las instalaciones se hacen más frecuentes e importantes comenzando a expandirse el mercado argentino, lo cual posibilita, llegado el fin del milenio, la aparición de otras compañías que comienzan a incorporarlo entre sus servicios o realizan desarrollos propios.
La crisis económica Argentina de fines del 2001 paraliza este desarrollo que recién se recupera con la expansión que se da en el área de la construcción casi tres años después.
En el año 2007 se realiza la primera expo exclusiva de domótica "expo casa domótica" y primer congreso de domótica.
En la provincia de Córdoba se formó una comisión de ingenieros especialistas que elaboró una Guía de Contenidos Mínimos para la elaboración de un Proyecto de Domótica.  Dicha guía sirve como referencia y está disponible para cualquier persona que tenga interés en la actividad y como informativo del estado del arte. La Comisión de Domótica del CIEC nuclea a los profesionales de ésta materia en la provincia de Córdoba y vela por la calidad de los servicios que se prestan.

## Formación
Existen múltiples centros privados y universidades que imparten una formación de postgrado y homologada (máster).
Además, existen centros de formación homologados por KNX association para la obtención de la certificación Partner KNX.
Por otro lado, la titulación oficial de Técnico en Instalaciones de telecomunicaciones, incluye entre sus funciones las de instalación y mantenimiento de instalador-mantenedor de sistemas domóticos.